# ویلما بانکی
ویلما بانکی (انگلیسی: Vilma Bánky؛ ۹ ژانویهٔ ۱۹۰۱ – ۱۸ مارس ۱۹۹۱) یک هنرپیشه اهل ایالات متحده آمریکا و مجارستانی‌الاصل بود.
وی بین سال‌های ۱۹۱۹ تا ۱۹۳۳ میلادی فعالیت می‌کرد.